# Заріччя (Тургиновське сільське поселення)
Заріччя (рос. Заречье) — присілок в Калінінському районі Тверської області Російської Федерації.
Населення становить 78 осіб. Входить до складу муніципального утворення Тургиновське сільське поселення.

## Історія
Від 2005 року входить до складу муніципального утворення Тургиновське сільське поселення.

## Населення
| 2008 | 2010 |
| ---- | ---- |
| 70   | ↗78  |